# Campionato mondiale Supermoto 2007
Il Campionato mondiale Supermoto 2007 è caratterizzato dal cambio di nome delle due classi: la 450 cm³ viene rinominata S1 e la over 450 diviene S2.
Questo cambiamento è stato dovuto al fatto che essendo la 450 una categoria di cilindrata fissa (di conseguenza di moto con cilindrate uguali e quindi alla pari), dove partecipa il maggior numero di case costruttrici e dove i piloti girano mediamente su tempi inferiori alle Open, essa ha ottenuto la fama di classe regina.

## S1
In seguito alla ridenominazione delle classi deciso a fine anno 2006, le categorie S1 ed S2 risultano in pratica invertite.
Nella S1 ora è consentito gareggiare con motociclette con motore 2T fino a 250 cm³ e 4T fino a 450 cm³.
Il 2007 ha visto il trionfo del giovane Adrien Chareyre, che a soli 21 anni vince il suo primo mondiale supermoto, divenendo così il più giovane campione del mondo di supermotard della storia.

### Gran Premi del 2007
I GP del 2007 sono stati 8, in programma si doveva disputare anche un altro Gran premio, il 7 ottobre che doveva essere assegnato ad un circuito (probabilmente Monte Carlo), tuttavia tale evento è stato cancellato.
|   | Nome                      | Paese    | Località                 | Data         |
| 1 | Gran Premio d'Europa      | Italia   | Castelletto di Branduzzo | 29 aprile    |
| 2 | Gran Premio d'Italia      | Italia   | Torino                   | 26 maggio    |
| 3 | Gran Premio di Francia    | Francia  | Villars-sous-Écot        | 3 giugno     |
| 4 | Gran Premio d'Spagna      | Spagna   | Alcarràs                 | 24 giugno    |
| 5 | Gran Premio di Germania   | Germania | Sankt Wendel             | 8 luglio     |
| 6 | Gran Premio di Bulgaria   | Bulgaria | Pleven                   | 22 luglio    |
| 7 | Gran Premio Alpi del Mare | Italia   | Busca                    | 16 settembre |
| 8 | Gran Premio di Grecia     | Grecia   | Megara                   | 21 ottobre   |

### Principali piloti iscritti alla S1 nel 2007
|     | Pilota                  | Team                       | Moto                    |
| --- | ----------------------- | -------------------------- | ----------------------- |
| 2   | Jérôme Giraudo          | Aprilia Off Road Factory   | VDB Replica 450 Factory |
| 3   | Adrien Chareyre         | Husqvarna CH Racing        | SM 450RR Factory        |
| 5   | Boris Chambon           | Kawasaki Gil Motorsport    | KX-F 450                |
| 12  | Bernd Hiemer            | KTM Italia Red Bull Miglio | SMR 450 Factory         |
| 19  | Aurelien Rolland        | Yamaha Les2Roues           | YZ-F 450                |
| 30  | Ivan Lazzarini          | Yamaha Evolution           | YZ-F 450                |
| 33  | Angel Grau Rodriguez    | Suzuki Rigo Racing         | RM-Z 450                |
| 34  | Maxime Emery            | Kawasaki GPKR              | KX-F 450                |
| 37  | Michael Paul            | Yamaha RLO Hardinge        | YZ-F 450                |
| 38  | Fabio Balducci          | TM Racing Factory          | SMX 450 Factory         |
| 40  | Israel Escalera Sanchis | Aprilia BQR Espana         | SXV 450                 |
| 48  | Stéphane Blot           | Yamaha Blot Racing         | YZ-F 450                |
| 64  | Sylvain Bidart          | Honda Cross2R              | CRF 450                 |
| 69  | Christian Ravaglia      | Yamaha Evolution           | YZ-F 450                |
| 84  | Kevin Berthome          | Honda Cross2R              | CRF 450                 |
| 95  | Matteo Piva             | Kawasaki KL Nastedo        | SM 450F-R               |
| 100 | Eddy Seel               | Suzuki Rigo Racing         | RM-Z 450                |
| 101 | Thierry Van Den Bosch   | Aprilia Off Road Factory   | VDB Replica 450 Factory |
| 112 | Thomas Chareyre         | Husqvarna CH Racing        | SM 450RR Factory        |
| 121 | Massimo Beltrami        | Honda HM Assomotor         | CRM 450RR               |
| 200 | Giovanni Bussei         | Honda SBD Union Bike       | CRF 450                 |

### Classifica finale Piloti S1 (Top 10)
| Pos | Pilota                | Moto/Team                  | EUR 1 | EUR 2 | ITA 1 | ITA 2 | FRA 1 | FRA 2 | SPA 1 | SPA 2 | GER 1 | GER 2 | BUL 1 | BUL 2 | ADM 1 | ADM 2 | GRE 1 | GRE 2 | Punti |
| --- | --------------------- | -------------------------- | ----- | ----- | ----- | ----- | ----- | ----- | ----- | ----- | ----- | ----- | ----- | ----- | ----- | ----- | ----- | ----- | ----- |
| 1   | Adrien Chareyre       | Husqvarna CH Racing        | 2     | 2     | 2     | 2     | 1     | 2     | 5     | 3     | 2     | 3     | 1     | 5     | 2     | 2     | 5     | 5     | 330   |
| 2   | Thierry Van Den Bosch | Aprilia Off Road Factory   | 1     | 1     | 1     | 3     | rit.  | 1     | 1     | 1     | 1     | 4     | 3     | rit.  | 1     | 8     | 1     | 1     | 321   |
| 3   | Thomas Chareyre       | Husqvarna CH Racing        | 3     | 3     | 3     | 1     | 3     | 4     | 6     | 15    | 10    | 1     | 2     | 1     | rit.  | 1     | 7     | 2     | 288   |
| 4   | Bernd Hiemer          | KTM Italia Red Bull Miglio | 14    | 4     | 5     | 14    | 9     | 6     | 4     | 5     | 7     | 2     | 9     | 12    | 4     | 3     | 2     | 3     | 246   |
| 5   | Kevin Berthomè        | Honda Cross2R              | 10    | 8     | 8     | 13    | 4     | 3     | 3     | 4     | 3     | 6     | 6     | 10    | 8     | 13    | 4     | 7     | 235   |
| 6   | Sylvain Bidart        | Honda Cross2R              | 9     | 9     | 15    | 10    | 2     | 5     | 9     | 6     | 8     | 12    | 7     | 7     | 6     | 6     | 6     | 10    | 212   |
| 7   | Jérôme Giraudo        | Aprilia Off Road Factory   | 4     | 7     | 4     | 8     | 7     | 12    | 2     | 2     | 4     | 10    | 11    | 20    | 3     | 4     |       |       | 208   |
| 8   | Massimo Beltrami      | Honda HM Giletti Assomotor | 6     | 5     | rit.  | 9     | 10    | 9     | 7     | 7     | 9     | 8     | 5     | 2     | 10    | 10    | 9     | 6     | 206   |
| 9   | Ivan Lazzarini        | Yamaha Evolution           | 5     | 6     | rit.  | 5     | 11    | rit.  | 13    | 9     | 11    | 7     | 8     | 4     | 5     | 5     | 3     | 4     | 202   |
| 10  | Boris Chambon         | Kawasaki Gil Motorsport    | 12    | 11    | 13    | rit.  | 6     | 10    | 8     | rit.  | 6     | 9     | 10    | 3     | 9     | 12    | 10    | 9     | 168   |
| Pos | Pilota                | Moto                       | EUR 1 | EUR 2 | ITA 1 | ITA 2 | FRA 1 | FRA 2 | SPA 1 | SPA 2 | GER 1 | GER 2 | BUL 1 | BUL 2 | ADM 1 | ADM 2 | GRE 1 | GRE 2 | Punti |

### Classifica finale Costruttori S1
| Pos | Pilota          | Moto             | EUR 1 | EUR 2 | ITA 1 | ITA 2 | FRA 1 | FRA 2 | SPA 1 | SPA 2 | GER 1 | GER 2 | BUL 1 | BUL 2 | ADM 1 | ADM 2 | GRE 1 | GRE 2 | Punti |
| --- | --------------- | ---------------- | ----- | ----- | ----- | ----- | ----- | ----- | ----- | ----- | ----- | ----- | ----- | ----- | ----- | ----- | ----- | ----- | ----- |
| 1   | Husqvarna       | Italia           | 2     | 2     | 2     | 1     | 1     | 2     | 5     | 3     | 2     | 1     | 1     | 1     | 2     | 1     | 5     | 2     | 356   |
| 2   | Aprilia         | Italia           | 1     | 1     | 1     | 3     | 7     | 1     | 1     | 1     | 1     | 4     | 3     | 14    | 1     | 4     | 1     | 1     | 347   |
| 3   | Honda           | Giappone         | 6     | 5     | 8     | 9     | 2     | 3     | 3     | 4     | 3     | 6     | 5     | 2     | 6     | 6     | 4     | 6     | 272   |
| 4   | KTM             | Austria          | 14    | 4     | 5     | 11    | 9     | 6     | 4     | 5     | 7     | 2     | 9     | 12    | 4     | 3     | 2     | 3     | 249   |
| 5   | Yamaha          | Giappone         | 5     | 6     | 6     | 4     | 5     | 7     | 11    | 9     | 11    | 7     | 8     | 4     | 5     | 5     | 3     | 4     | 241   |
| 6   | Kawasaki        | Giappone         | 12    | 11    | 9     | 12    | 6     | 10    | 8     | 17    | 6     | 9     | 10    | 3     | 9     | 12    | 10    | 9     | 185   |
| 7   | TM              | Italia           | 7     | 12    | 22    | 7     | 8     | 8     | 16    | 16    | 5     | 5     | 4     | 13    | 7     | 9     | 16    | 15    | 168   |
| 8   | Suzuki          | Giappone         | 8     | 16    | 10    | 19    | 18    | 17    | 21    | 10    | 23    | 16    | 14    | 8     | 16    | 7     | 8     | 8     | 112   |
| 9   | WRM Motorcycles | Italia           |       |       |       |       |       |       |       |       |       |       |       |       | 15    | 18    | 14    | 16    | 21    |
| 10  | Sherco          | Spagna / Francia |       |       | 20    | 25    |       |       |       |       |       |       |       |       |       |       |       |       | 1     |
| Pos | Pilota          | Moto             | EUR 1 | EUR 2 | ITA 1 | ITA 2 | FRA 1 | FRA 2 | SPA 1 | SPA 2 | GER 1 | GER 2 | BUL 1 | BUL 2 | ADM 1 | ADM 2 | GRE 1 | GRE 2 | Punti |

## S2
Nella S2 ora è consentito gareggiare con motociclette con motore 2t o 4t superiori a 450 e inferiori a 750 cm³.
Gerald Delepine con il suo secondo titolo mondiale divenuta il più anziano vincitore di un mondiale supermoto, a ben 37 anni.

### Gran Premi del 2007
|   | Nome                      | Paese    | Località                 | Data         |
| 1 | Gran Premio d'Europa      | Italia   | Castelletto di Branduzzo | 29 aprile    |
| 2 | Gran Premio d'Italia      | Italia   | Torino                   | 26 maggio    |
| 3 | Gran Premio di Francia    | Francia  | Villars-sous-Écot        | 3 giugno     |
| 4 | Gran Premio d'Spagna      | Spagna   | Alcarràs                 | 24 giugno    |
| 5 | Gran Premio di Germania   | Germania | Sankt Wendel             | 8 luglio     |
| 6 | Gran Premio di Bulgaria   | Bulgaria | Pleven                   | 22 luglio    |
| 7 | Gran Premio Alpi del mare | Italia   | Busca                    | 16 settembre |
| 8 | Gran Premio di Grecia     | Grecia   | Megara                   | 21 ottobre   |

### Principali piloti iscritti alla S2 nel 2007
|     | Pilota               | Team                     | Moto                    |
| --- | -------------------- | ------------------------ | ----------------------- |
| 3   | Gerald Delepine      | Husqvarna CH Racing      | SM 660RR Factory        |
| 4   | Christian Iddon      | Aprilia Off Road Factory | VDB Replica 550 Factory |
| 5   | Marcel Goetz         | KTM Fabag                | SMR 560                 |
| 8   | Simone Girolami      | Husaberg IPA WP Factory  | FS 620 Factory          |
| 9   | Matthew Winstanley   | KTM Robinsons UK         | SMR 560                 |
| 10  | Maxime Testu         | Husaberg MHRM            | FS 650                  |
| 32  | Néstor Jorge Cabrera | Aprilia BQR Espana       | SXV 550                 |
| 34  | Cedric Lassaigne     | KTM SP Bike Monaco Moto  | SMR 560                 |
| 47  | Carl Deridder        | KTM Slide Zone           | SMR 640                 |
| 57  | Attilio Pignotti     | KTM Italia Miglio Racing | SMC 650 Factory         |
| 69  | Davide Gozzini       | TM Racing Factory        | SMX 660 Factory         |
| 71  | Craig Venske         | KTM Robinsons UK         | SMR 560                 |
| 81  | Luca Minutilli       | Aprilia H2O Racing       | SXV 550                 |
| 88  | Lorenzo Mariani      | TM MRC Racing            | SMX 660                 |
| 96  | Aleš Hlad            | KTM Motoracing           | SMR 640                 |
| 97  | Adrien Goguet        | KTM Slide Zone           | SMR 640                 |
| 125 | Max Verderosa        | Honda Verderosa Racing   | CR-F 490                |
| 211 | Alan Pessel          | Sherco Luc1              | SM 5.1i Factory         |
| 311 | Waren Bougard        | Sherco Luc1              | SM 5.1i Factory         |

### Classifica finale Piloti S2 (Top 10)
| Pos | Pilota               | Moto/Team                | EUR 1 | EUR 2 | ITA 1 | ITA 2 | FRA 1 | FRA 2 | SPA 1 | SPA 2 | GER 1 | GER 2 | BUL 1 | BUL 2 | ADM 1 | ADM 2 | GRE 1 | GRE 2 | Punti |
| --- | -------------------- | ------------------------ | ----- | ----- | ----- | ----- | ----- | ----- | ----- | ----- | ----- | ----- | ----- | ----- | ----- | ----- | ----- | ----- | ----- |
| 1   | Gerald Delepine      | Husqvarna CH Racing      | 3     | 3     | 1     | 2     | 1     | 4     | rit.  | 5     | 1     | 2     | 1     | 10    | 3     | 2     | 1     | 6     | 311   |
| 2   | Attilio Pignotti     | KTM Italia Miglio Racing | 2     | 2     | 5     | 3     | 3     | 3     | 5     | 3     | 3     | 3     | 5     | 3     | 4     | 5     | 4     | 2     | 306   |
| 3   | Christian Iddon      | Aprilia Off Road Factory | 9     | 1     | 2     | 1     | 2     | 5     | 2     | rit.  | 19    | 11    | 3     | 2     | 2     | 1     | 2     | 5     | 283   |
| 4   | Davide Gozzini       | TM Racing Factory        | 1     | 29    | 3     | 4     | 4     | 24    | 1     | 1     | 8     | 4     | 2     | 1     | 1     | 3     | 17    | 22    | 258   |
| 5   | Nestor Jorge Cabrera | Aprilia BQR Espana       | 10    | 8     | 7     | 8     | 9     | 12    | 3     | 10    | 2     | 13    | 4     | 13    | 7     | 4     | 5     | 1     | 232   |
| 6   | Matthew Winstanley   | KTM Robinsons UK         | 21    | 7     | 4     | 5     | 6     | rit.  | 4     | 4     | 4     | 5     | 11    | 5     | 12    | 16    | 6     | 3     | 208   |
| 7   | Lorenzo Mariani      | TM MRC Racing            | 6     | 10    | 12    | 10    | rit.  | 7     | 6     | 2     | 5     | 6     | 9     | 7     | 14    | 11    | 15    | 10    | 188   |
| 8   | Marcel Goetz         | KTM Fabag                | 16    | 4     | 8     | 13    | 15    | 9     | 7     | 8     | 6     | 15    | 6     | 16    | 13    | 13    | 3     | 9     | 178   |
| 9   | Aleš Hlad            | KTM Motoracing           | 4     | 5     | 11    | 11    | 8     | 2     | 14    | rit.  | 13    | rit.  | 8     | 4     | 11    | 14    | 12    | 12    | 170   |
| 10  | Luca Minutilli       | Aprilia H2O Racing       | 15    | 13    | 9     | 14    | 11    | 10    | 11    | 9     | 12    | 10    | 15    | 11    | 5     | 6     | 13    | 7     | 165   |
| Pos | Pilota               | Moto                     | EUR 1 | EUR 2 | ITA 1 | ITA 2 | FRA 1 | FRA 2 | SPA 1 | SPA 2 | GER 1 | GER 2 | BUL 1 | BUL 2 | ADM 1 | ADM 2 | GRE 1 | GRE 2 | Punti |

### Classifica finale Costruttori S2
| Pos | Pilota          | Moto             | EUR 1 | EUR 2 | ITA 1 | ITA 2 | FRA 1 | FRA 2 | SPA 1 | SPA 2 | GER 1 | GER 2 | BUL 1 | BUL 2 | ADM 1 | ADM 2 | GRE 1 | GRE 2 | Punti |
| --- | --------------- | ---------------- | ----- | ----- | ----- | ----- | ----- | ----- | ----- | ----- | ----- | ----- | ----- | ----- | ----- | ----- | ----- | ----- | ----- |
| 1   | Aprilia         | Italia           | 9     | 1     | 2     | 1     | 2     | 5     | 2     | 9     | 2     | 10    | 3     | 2     | 2     | 1     | 2     | 1     | 325   |
| 2   | Husqvarna       | Italia           | 3     | 3     | 1     | 2     | 1     | 4     | 13    | 5     | 1     | 2     | 1     | 10    | 3     | 2     | 1     | 6     | 319   |
| 3   | KTM             | Austria          | 2     | 2     | 4     | 3     | 3     | 2     | 4     | 3     | 3     | 3     | 5     | 3     | 4     | 5     | 3     | 2     | 314   |
| 4   | TM              | Italia           | 1     | 10    | 3     | 4     | 4     | 7     | 1     | 1     | 5     | 4     | 2     | 1     | 1     | 3     | 15    | 4     | 306   |
| 5   | Husaberg        | Svezia           | 5     | 6     | 13    | 9     | 5     | 1     | 8     | 6     | 9     | 1     | 10    | 6     | 6     | 7     | 7     | 17    | 230   |
| 6   | Honda           | Giappone         | 11    | 9     | 18    | 7     | 10    | 17    | 20    | 12    | 7     | 12    | 7     | 12    | 8     | 8     | 10    | 8     | 160   |
| 7   | Suzuki          | Giappone         | 8     | 15    | 6     | 6     | rit.  | 22    |       |       |       |       |       |       |       |       |       |       | 49    |
| 8   | Yamaha          | Giappone         | 13    | 12    | 10    | 15    | 23    | 25    |       |       | 21    | 20    | 17    | 20    | 18    | 18    | 25    | 21    | 46    |
| 9   | Sherco          | Spagna / Francia | 24    | 25    | 15    | 24    | 12    | 13    | 19    | 18    | 20    | 23    |       |       | 21    | 21    |       |       | 29    |
| 10  | WRM Motorcycles | Italia           | 7     | 14    | 27    | 22    | 18    | 20    | 18    | 26    | 28    | 26    |       |       |       |       |       |       | 26    |
| 11  | Beta            | Italia           |       |       |       |       |       |       |       |       |       | 22    | 29    |       |       |       |       |       | 0     |
| Pos | Pilota          | Moto             | EUR 1 | EUR 2 | ITA 1 | ITA 2 | FRA 1 | FRA 2 | SPA 1 | SPA 2 | GER 1 | GER 2 | BUL 1 | BUL 2 | ADM 1 | ADM 2 | GRE 1 | GRE 2 | Punti |

## Supermoto Des Nations 2007
Il Supermoto delle Nazioni 2007 si è disputato in Franciacorta (Italia).
Ogni nazione partecipa con 3 piloti, divisi per categoria (S1, S2 e Open) che correranno 2 gare ciascuno.
Ciascuna manche vede la partecipazione di 2 cilindrate (categorie) contemporaneamente, quindi ogni categoria incontrerà entrambe le altre, con un totale di 3 gare.
Gara 1 S1 + S2
Gara 2 S2 + Open
Gara 3 S1 + Open
Al termine delle 3 gare per ottenere la graduatoria totale vengono sommati 5 dei 6 risultati (3 piloti per 2 gare ciascuno) dei piloti di ciascun team nazionale, il 6° risultato, ossia quello peggiore, viene eliminato.
Per la prima volta partecipa all'evento il pluricampione Thierry van den Bosch, realizzando così per la Nazionale Francese un vero e proprio "dream team" al fianco di Adrien Chareyre (neocampione del mondo S1) e Thomas Chareyre (3º classificato nell'ultima stagione, proprio alle spalle di Van Den Bosch e del fratello Adrien).
- S1: Thomas Chareyre (Husqvarna SM 450RR)
- S2: Adrien Chareyre (Husqvarna SM 610RR)
- Open: Thierry Van Den Bosch (Aprilia VDB Replica 550)

La Nazionale Italiana, campione in carica, è composta da Massimo Beltrami (8° nel mondiale S1), Attilio Pignotti (2° nel mondiale S2) e Davide Gozzini (4° nel mondiale S2).
- S1: Massimo Beltrami (Honda CRM 450RR)
- S2: Attilio Pignotti (KTM SMC 650)
- Open: Davide Gozzini (TM SMX 660)

Nel 2007 il titolo è infine vinto dalla nazionale francese, che torna alla vittoria del GP delle Nazioni dopo tre anni.
| Pos | Nazionale           | Piloti                | Moto      | Classe | Gara 1 | Gara 2 | Gara 3 | Punti |
| --- | ------------------- | --------------------- | --------- | ------ | ------ | ------ | ------ | ----- |
| 1   | Francia             | Thomas Chareyre       | Husqvarna | S1     | 1      |        | 3      | 14    |
| 1   | Francia             | Adrien Chareyre       | Husqvarna | S2     | 6      | 5      |        | 14    |
| 1   | Francia             | Thierry Van Den Bosch | Aprilia   | Open   |        | 1      | 4      | 14    |
| 2   | Italia              | Massimo Beltrami      | Honda     | S1     | 3      |        | 5      | 15    |
| 2   | Italia              | Attilio Pignotti      | KTM       | S2     | 4      | 29     |        | 15    |
| 2   | Italia              | Davide Gozzini        | TM        | Open   |        | 2      | 1      | 15    |
| 3   | Regno Unito         | Samuel Warren         | Aprilia   | S1     | 8      |        | 7      | 31    |
| 3   | Regno Unito         | Matthew Winstanley    | KTM       | S2     | 31     | 4      |        | 31    |
| 3   | Regno Unito         | Christian Iddon       | Aprilia   | Open   |        | 6      | 6      | 31    |
| Pos | Selezione Nazionale | Pilota                | Moto      | Classe | Gara 1 | Gara 2 | Gara 3 | Punti |